# Diasemopsis silvatica
Diasemopsis silvatica är en tvåvingeart som beskrevs av Eggers 1916. Diasemopsis silvatica ingår i släktet Diasemopsis och familjen Diopsidae. Inga underarter finns listade i Catalogue of Life.